# Marcel Prévost
Eugène Marcel Prévost, född den 1 maj 1862 i Paris, död där den 8 april 1941, var en fransk författare.
Prévost tillbringade stora delar av ungdomen på ett internat i Bordeaux. Han var fram till 1890, då författarskapet gjorde det möjligt för honom att försörja sig på det, ingenjör vid franska statens tobaksfabriker.
Han debuterade i början av 1880-talet son novellist i pressen och slog igenom 1887 med romanen Le scorpion, som för första gången riktade naturalismens undersökningsmetoder med de högre samhällsklasserna och väckte stort uppseende. Med 1890-talets ingång gjorde Prévost en redan tidigare varslad omsvängning i sina konstprinciper och gav i förordet till romanen La Confession d’un amant (1891) naturalismen en formlig krigsförklaring och hyllade "le roman romanesque" i George Sands anda och fann därmed sin egenart i tre samlingar spirituella Lettres de femmes (1892, 1894 och 1897) och romanerna L'automne d'une femme (1894), Les demivierges (1894) med motstycket Les vierges fortes (1900), Le jardin secret (1897) med flera sammanlagt ett 30-tal, varav en del även dramatiserats. Prévost framträdde även som författare av originaldramer, bland annat Le plus faible (1904, uppfört i Stockholm 1905 under titeln "Ett samvetsäktenskap). Vid sidan av Sibylle Riqueti de Mirabeau och Paul Hervieu var Prévost den främste avslöjaren av sedefördärvet inom fransk aristokrati i slutet av 1800-talet och intresserade sig främst för kvinnorna - särskilt i Lettres à François från 1902 som även är starkt moraliserande.
Prévost grundade tidningen La revue de France, och blev 1909 medlem av Franska akademien.
Prévosts romaner har en psykologisk ton och ett elegant och spirituellt språk. Många av dem behandlar överklassdamers kärleksproblem.

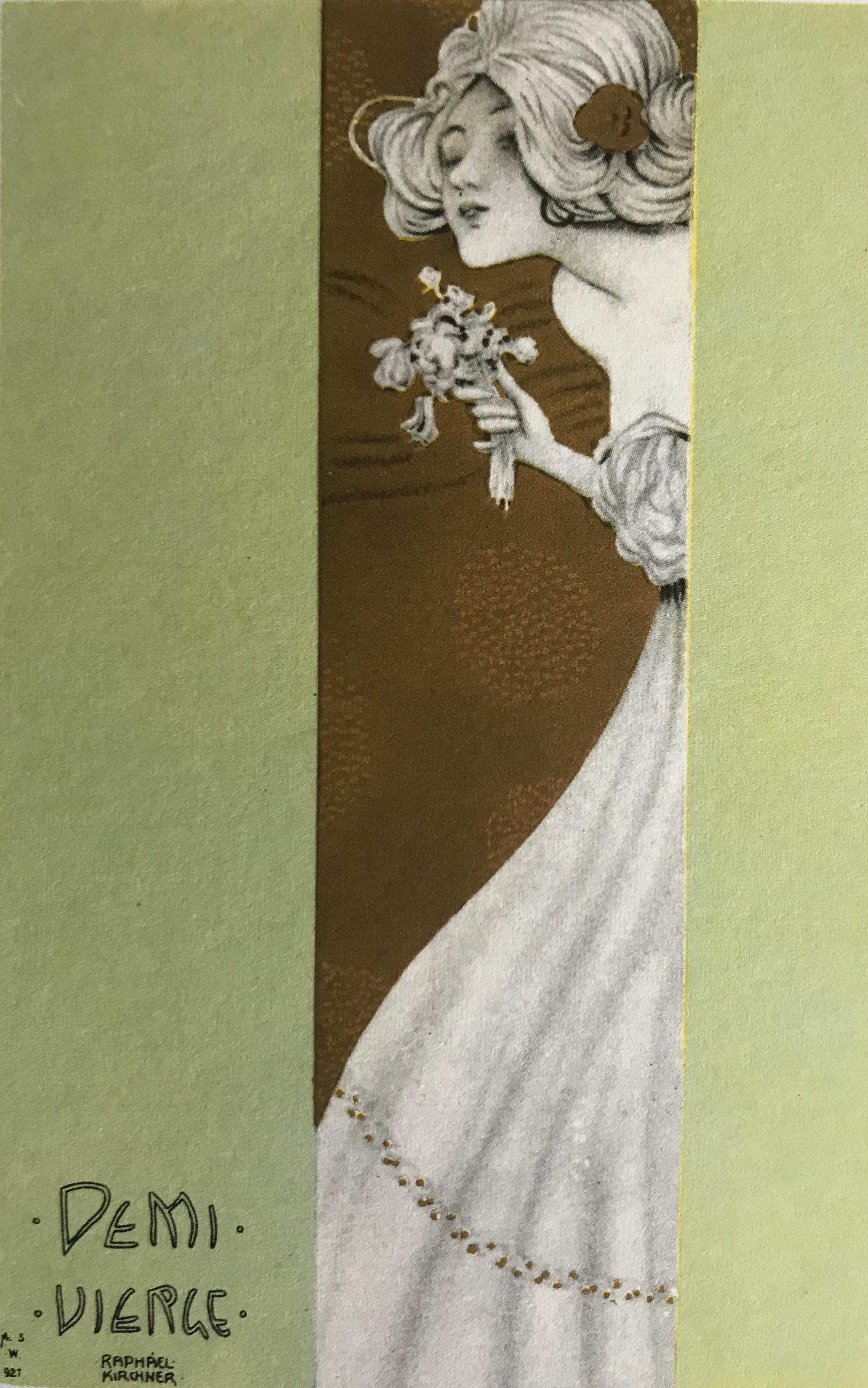
Kirchner-Prévost, Demi vierge